# Frew River
Frew River är ett vattendrag i Australien. Det ligger i territoriet Northern Territory, omkring 980 kilometer sydost om territoriets huvudstad Darwin.
Omgivningarna runt Frew River är i huvudsak ett öppet busklandskap. Trakten runt Frew River är nära nog obefolkad, med mindre än två invånare per kvadratkilometer. Genomsnittlig årsnederbörd är 322 millimeter. Den regnigaste månaden är december, med i genomsnitt 80 mm nederbörd, och den torraste är juni, med 1 mm nederbörd.